# Kabinet-Gorbach I
De Oostenrijkse bondsregering Gorbach I werd op 11 april 1961 gevormd nadat Julius Raab als bondskanselier plaats had gemaakt voor zijn partijgenoot Alfons Gorbach. Het kabinet week in niets af van het voorgaande. De enige verandering die in de loop van de duur van het kabinet plaatsvond was dat vice-kanselier Bruno Pittmann op 14 december 1962 de portefeuille van Verkeer en Elektrificatie overnam van zijn partijgenoot Karl Waldbrunner.
Na de parlementsverkiezingen van november 1962 vormde Gorbach een nieuwe bondsregering die op 27 maart 1963 aantrad.
| Bondsminister             | Ambtsdrager                                                                                     | Partij  | Staatssecretaris       |
| ------------------------- | ----------------------------------------------------------------------------------------------- | ------- | ---------------------- |
| Bondskanseliersambt       | Bondskanselier: Julius Raab Vice-kanselier: Bruno Pittermann                                    | ÖVP SPÖ |                        |
| Binnenlandse Zaken        | Josef Afritsch                                                                                  | SPÖ     | Franz Grubhofer (ÖVP)  |
| Justitie                  | Christian Broda                                                                                 | SPÖ     |                        |
| Onderwijs                 | Heinrich Drimmel                                                                                | ÖVP     |                        |
| Sociale Zekerheid         | Anton Proksch                                                                                   | SPÖ     |                        |
| Financiën                 | Eduard Heilingsetzer                                                                            | ÖVP     |                        |
| Land- en Bosbouw          | Eduard Hartmann                                                                                 | ÖVP     |                        |
| Handel en Wederopbouw     | Fritz Bock                                                                                      | ÖVP     | Eduard Weikhart (SPÖ)  |
| Verkeer en Elektrificatie | Karl Waldbrunner (tot 14 december 1962) Vice-kanselier Bruno Pittermann (v.a. 14 december 1962) | SPÖ     |                        |
| Landsverdediging          | Ferdinand Graf                                                                                  | ÖVP     | Otto Rösch (SPÖ)       |
| Buitenlandse Zaken        | Bruno Kreisky                                                                                   | SPÖ     | Franz Gschnitzer (ÖVP) |

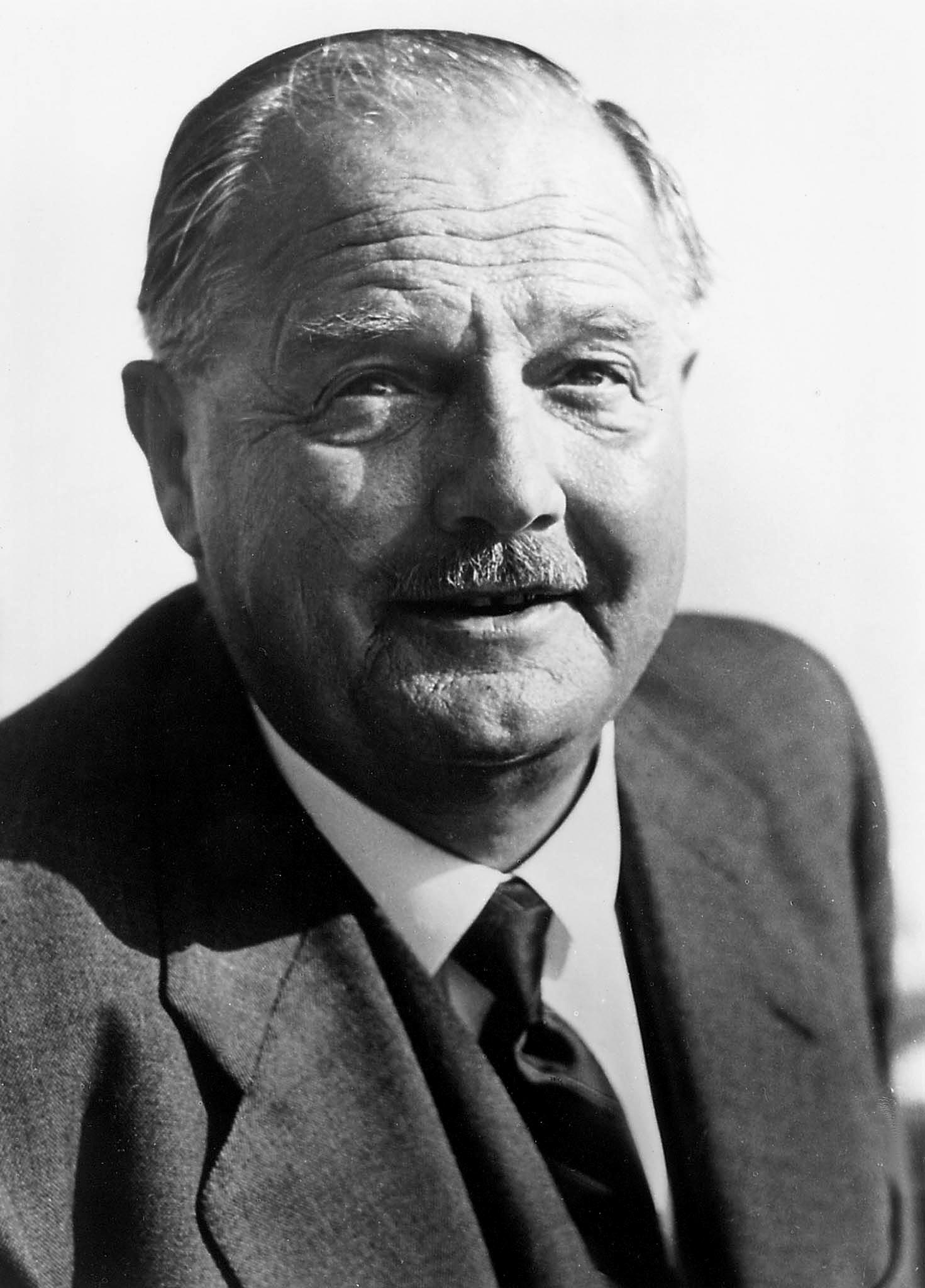
Bondskanselier Julius Raab (ÖVP)
Vice-kanselier Bruno Pittermann (SPÖ)

Renner · Figl I · Figl II · Figl III · Raab I · Raab II · Raab III · Raab IV · Gorbach I · Gorbach II · Klaus I · Klaus II · Kreisky I · Kreisky II · Kreisky III · Kreisky IV · Sinowatz · Vranitzky I · Vranitzky I · Vranitzky III · Vranitzky IV · Vranitzky V · Klima · Schüssel I · Schüssel II · Gusenbauer · Faymann I · Faymann II · Kern · Kurz I · Bierlein · Kurz II · Schallenberg · Nehammer · Stocker